# Nerf accessoire
Pour l’article homonyme, voir nerf spinal.

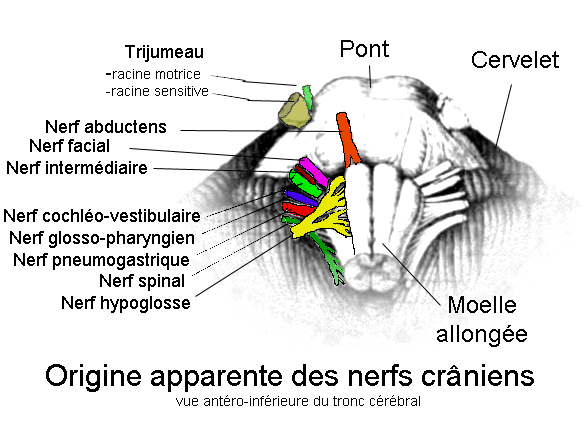
Nerf crânien.

Le  nerf accessoire (XI) (anciennement nerf spinal) est le onzième nerf crânien. Il est aussi appelé nerf spinal accessoire. Il naît du tronc cérébral, remonte dans la cavité crânienne par le foramen magnum et ressort par le foramen jugulaire. Il innerve le muscle sterno-cléido-mastoïdien et le faisceau supérieur du muscle trapèze.

## Anatomie
Les nerfs accessoires possèdent la particularité d'être constitués de fibres radiculaires issus de la région supérieure de la moelle épinière, de C1 à C5, et non du bulbe rachidien. Ces filets entrent dans le crâne par le foramen magnum  pour former les nerfs accessoires, qui eux sortent du crâne par le foramen jugulaire pour innerver les muscles du cou. Le noyau de ce nerf se situe dans la corne antérieure de la moelle épinière, entre le foramen magnum et le C5.
Une étude anatomique de 2002 n'a pu détecter aucune racine crânienne dans la formation du nerf accessoire, celui-ci étant donc uniquement spinal. Des anatomistes ne le considèrent donc pas comme un véritable nerf crânien, puisqu'il ne naît pas dans l’encéphale, tandis que d'autres persistent à le considérer comme tel, car il passe par le crâne.

## Fonction
La racine crânienne s'unit avec les neurofibres du nerf vague et innerve le larynx, le pharynx et le voile du palais. La racine spinale permet aux muscles trapèze et sternocléidomastoïdien d'effectuer les mouvements de la tête et du cou.

## Lésions et clinique
Une lésion du nerf accessoire peut entraîner une rotation de la tête vers le côté touché, en raison de la paralysie du muscle sternocléidomastoïdien, ou une plus grande difficulté à hausser l'épaule, lié à l’action du muscle trapèze. L'examen clinique consiste donc à demander au patient de tourner la tête et de lever les épaules afin de vérifier une éventuelle résistance. Le nerf et ses rameaux extra-crâniens peuvent être aussi touchés lors de chirurgies ou de tumeurs cervicales.
Le nerf accessoire est rarement atteint par un schwannome, et dans ce cas est davantage localisé au niveau du foramen jugulaire que du canal spinal. Lorsqu'ils se propagent dans le canal cervical, les schwannomes du nerf accessoire entraîne une parésie, voire une paralysie des muscles innervés. En dépit de sa rareté, la localisation spinale du schwannome du nerf accessoire est à intégrer dans un diagnostic différentiel avec les tumeurs de la région cervicale haute et du foramen magnum.